# Blasreiblaut
Ein Blasreiblaut ist eine bestimmte Lautäußerung von Babys, die während der Sprachentwicklung auftreten.

## Lautäußerungen
Blasreiblaute entstehen, wenn das Baby Luft zwischen den geschlossenen Lippen oder zwischen Lippen und Zunge hindurchpresst. Sie hören sich zum Beispiel an wie f, w oder s.

## Hintergründe
Blasreiblaute entstehen besonders während der ersten Lebensmonate, insbesondere ab dem 3. bis 5. Monat. Diese Laute brauchen nicht erlernt zu werden und sind auch nicht von der jeweiligen Muttersprache abhängig, sondern treten unabsichtlich als Begleiterscheinungen von körperlichen Reaktionen auf. Sie sind abhängig von der jeweiligen Mundform und vom Luftstrom, der an den Stimmbändern vorbeigeht.